# Prélude à l'après-midi d'un faune (film 1938)
Prélude à l'après-midi d'un faune è un cortometraggio del 1938 diretto da Roberto Rossellini e oggi perduto.